# Eduard Suess
Eduard Suess (Londra, 20 agosto 1831 – Vienna, 26 aprile 1914) è stato un geologo austriaco.

## Biografia
Si dedicò inizialmente allo studio della paleontologia, poi della tettonica e della stratigrafia, concentrando la sua attenzione soprattutto sulla formazione delle Alpi (cui dedicò uno studio pubblicato nel 1875).
Professore di geologia all'Università di Vienna (1857-1901), nel 1867 venne eletto all'accademia e prese parte attiva alle attività scientifiche, divenendo uno tra i più importanti geologi del suo tempo in Austria.
È noto per gli studi sull'origine dei terremoti e degli altri movimenti crostali, come la formazione delle montagne (La faccia della terra, 1883-1901); a lui si deve anche la prima classificazione delle ammoniti. Suess è stato il primo ad usare il termine tectite.
Nel 1885 coniò il termine biosfera che successivamente verrà sviluppato dal naturalista russo Vladimir Ivanovič Vernadskij.
Ma dello scienziato austriaco si ricorda soprattutto la teoria sviluppata (e resa nota nel 1885) riguardo alla struttura interna della Terra. Suess ipotizzò infatti che il nostro pianeta fosse suddiviso in tre involucri più o meno concentrici e che denominò (dal più esterno): Sial, sima e nife. Le sillabe denotano quelle che sono le componenti principali dei singoli strati; SI - licio e AL - luminio per il primo (che oggi conosciamo col nome di crosta), SI - licio e MA - gnesio per il secondo (mantello) e NI - chel e FE - rro per il terzo, il nucleo.

## Onori
Gli sono stati dedicati:
- un crepaccio (rima) sulla Luna di 165 km di lunghezza[1]
- un cratere lunare di 8 km di diametro[2]
- un cratere su Marte di 79 km di diametro[3]
- un asteroide, 12002 Suess[4].

Nel 1896 gli fu assegnata la Medaglia Wollaston.
Nel 1903 gli fu assegnata la Medaglia Copley.